# Sofia Pernas
Sofia Pernas (* 31. července 1989, Fes, Maroko) je americká-marocká herečka. Proslavila se rolí Marisy v telenovele Mladí a neklidní a rolí v seriálu Jane the Virgin. Během let 2017 a 2018 hrála v seriálu The Brave.

## Filmografie
| Rok        | Název                                | Role            | Poznámky                          |
| ---------- | ------------------------------------ | --------------- | --------------------------------- |
| 2009       | Neuvěřitelná cesta kapitána Drake    | Isabella Drake  | televizní film                    |
| 2011       | Věk draků                            | Rachel          |                                   |
| 2011       | Námořní vyšetřovací služba           | Gabriela Flores | 2 díly                            |
| 2011       | Underground                          | Mira Antonova   |                                   |
| 2011       | Dokonalý podraz                      | sestra Lupe     | díl: „The Boys Night Out Job“     |
| 2012       | Bent                                 | Lea             | limitovaný seriál, díl: „Smitten“ |
| 2014       | Operation Rogue                      | Jenna Wallace   |                                   |
| 2014       | Indigenous                           | Elena           |                                   |
| 2015       | Mladí a neklidní                     | Marisa Sierras  | 11 dílů                           |
| 2016       | Transylvania                         | Coriander       | televizní film                    |
| 2016-2017  | Jane the Virgin                      | Catalina        | 5 dílů                            |
| 2017       | The Green Ghost                      | Karin           |                                   |
| 2017       | Noches con Platanito                 |                 | 1 díl                             |
| 2017–2018  | The Brave                            | Hannah Archer   | hlavní role, 13 dílů              |
| 2018       | He Knows Your Every Move             | Ramona          | TV film                           |
| 2018–dosud | Lovci prokletých pokladů             | Lexi Vaziri     | hlavní role                       |
| 2020       | Secret Society of Second-Born Royals | Princezna Anna  | TV film                           |